# Eindhoven Atletiek
Eindhoven Atletiek is een atletiekvereniging die is in 2009 is ontstaan uit een fusie van de atletiekverenigingen Olympia en PSV. De nieuwe vereniging telt meer dan 1500 leden en is hiermee een van de grootste atletiekverenigingen van Nederland. De vereniging is aangesloten bij de Atletiekunie.
De geschiedenis van de vereniging gaat terug tot 1913, toen de Philips Sport Verenigingen werden opgericht. Thuisbasis van de atletiekvereniging is het Eef Kamerbeek atletiekcentrum (sportpark de Hondsheuvels) in Eindhoven. Eindhoven Atletiek organiseert elk jaar diverse wedstrijden. De bekendste zijn de Eef Kamerbeek Games, de Hypotheker Beekloop en de Karpencross. Naast een functioneel en professioneel clubgebouw wordt medio 2017 hard gewerkt om de baan en het terrein te vernieuwen, zodat het aan professionele waarden zal voldoen. Eindhoven Atletiek is een vereniging waar ook via de jeugd aan de toekomst wordt gewerkt.

## Bekende (oud-)leden
Eindhoven Atletiek heeft in haar lange geschiedenis verschillende bekende atleten voortgebracht:
- Eef Kamerbeek (Tienkamp)
- Esther Akihary (Sprint)
- James Sharpe (110 m horden)
- Kenny van Weeghel (wheeler)
- Kim Dillen (Marathon)
- Luc Krotwaar (Marathon)
- Mieke Pullen (Marathon)
- Robert de Wit (Tienkamp)
- Sifan Hassan (1500-5000-10.000)
- Sven Roosen (Tienkamp)